# Pfarrkirche Klaffer

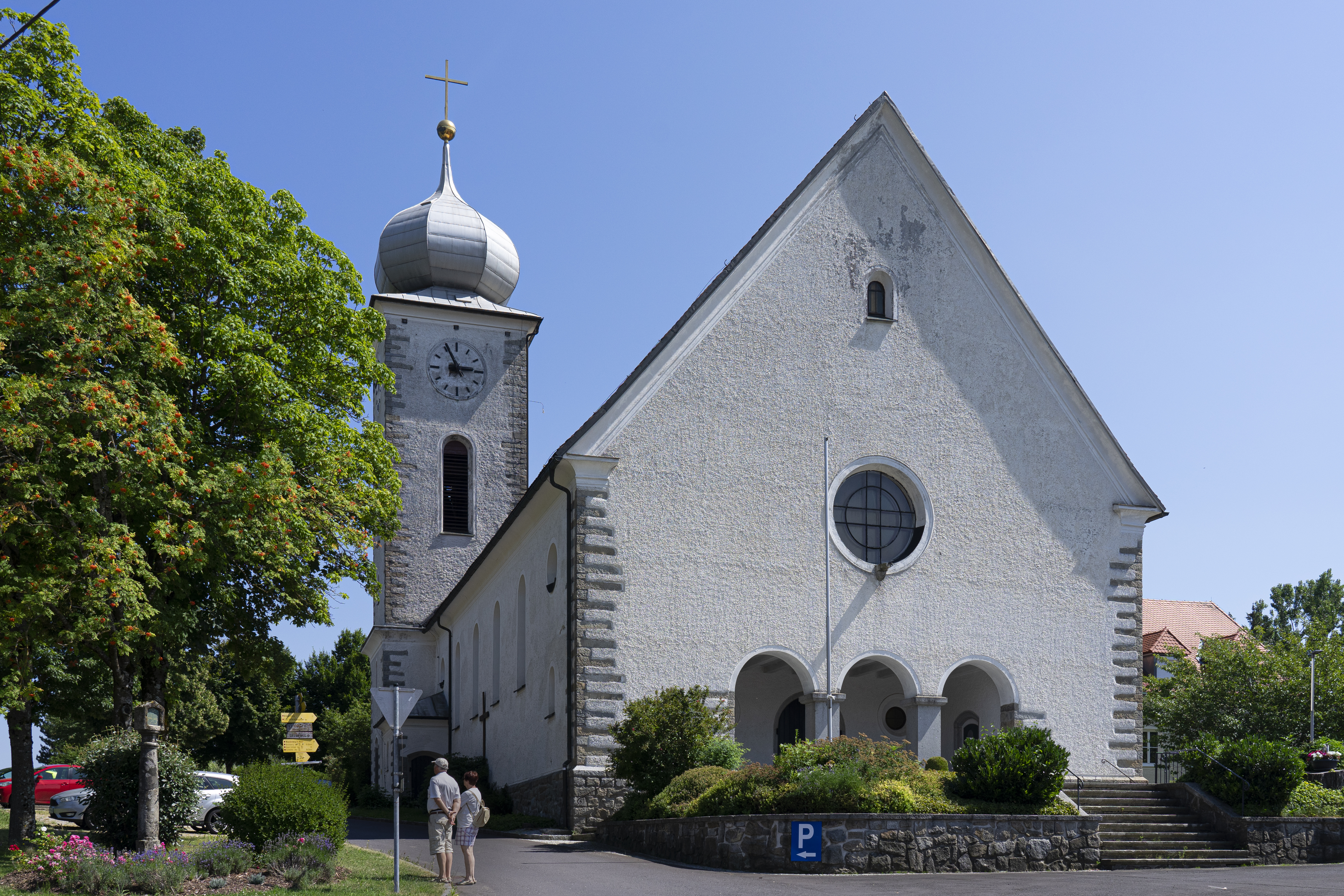
Katholische Pfarrkirche Mariä Himmelfahrt in Klaffer am Hochficht

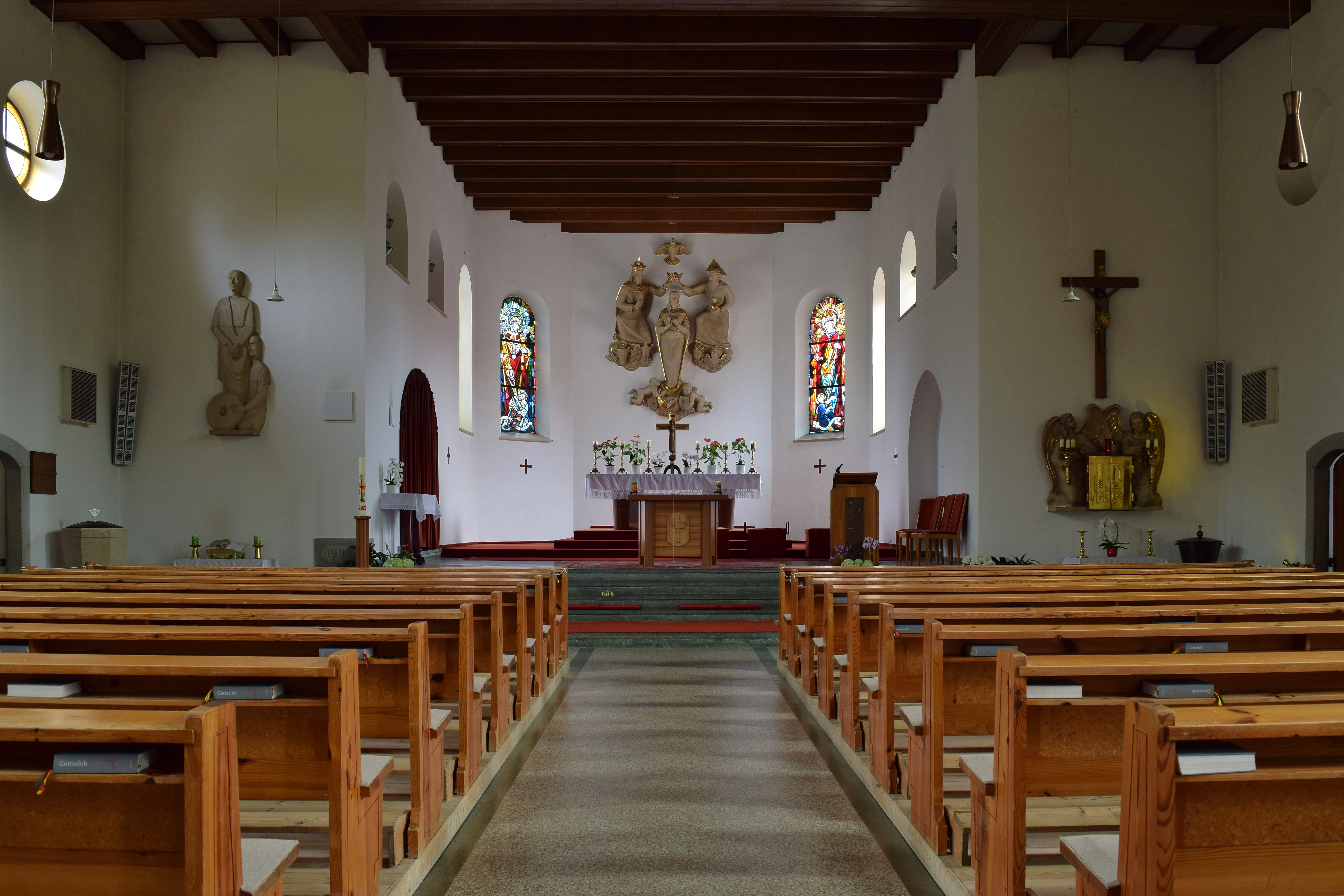
Langhaus, Blick zum Chor

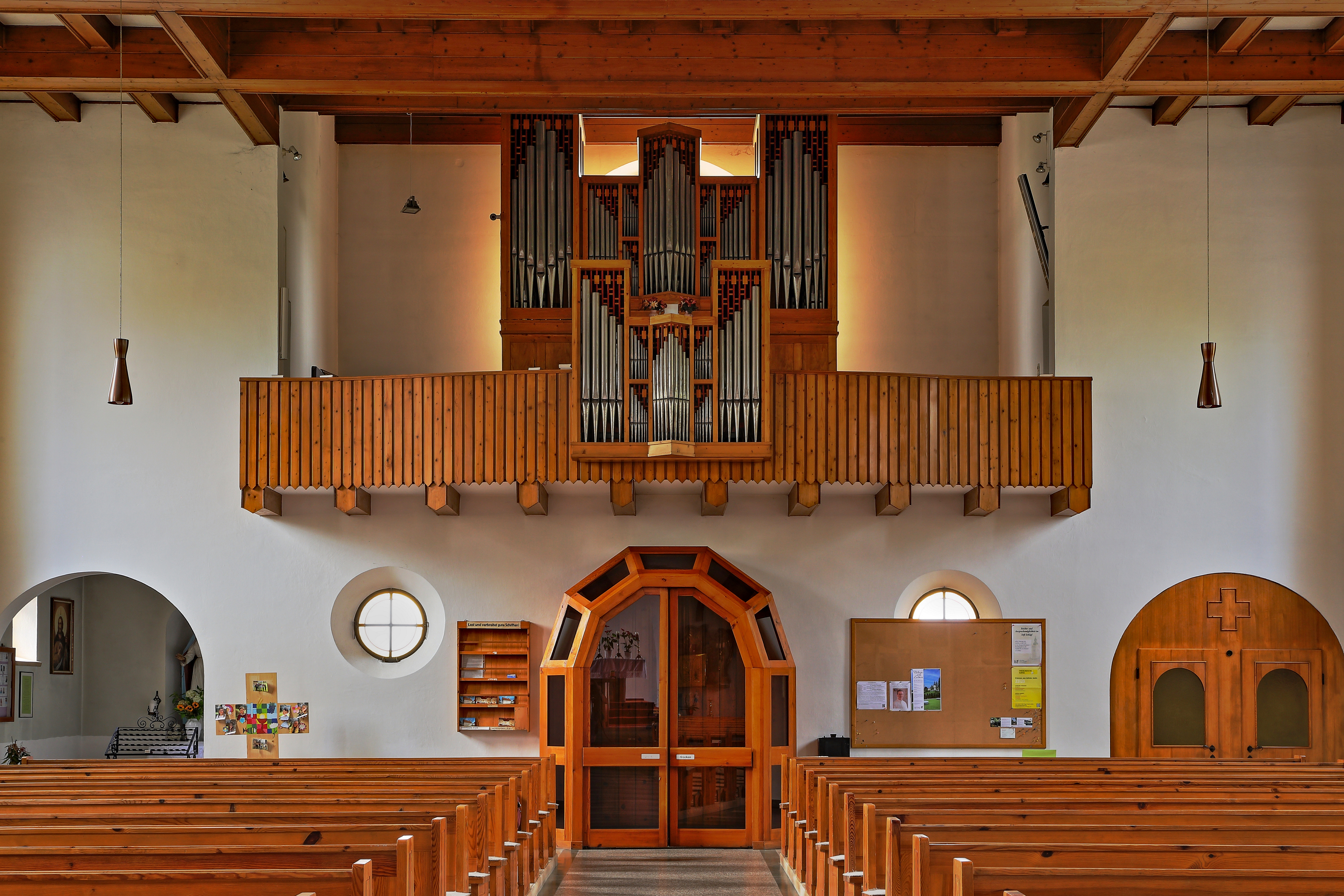
Langhaus, Blick zur Orgelempore

Die römisch-katholische Pfarrkirche Klaffer steht leicht erhöht am östlichen Ortsrand in der Gemeinde Klaffer am Hochficht im oberen Mühlviertel in Oberösterreich. Die dem Patrozinium Mariä Himmelfahrt unterstellte Pfarrkirche gehört zum Dekanat Rohrbach in der Diözese Linz. Die Kirche steht unter Denkmalschutz (Listeneintrag).

## Geschichte

### Geschichte der Pfarre
Das Gebiet von Klaffer gehörte ursprünglich zur Pfarre Ulrichsberg. Eine Messkapelle wurde in Klaffer erst von 1885 bis 1890 erbaut. Im Jahr 1941 errichtete Bischof Josephus Calasanz Fließer eine Kaplanei in Klaffer, um den dort installierten Seelsorger vor der Einberufung zur Wehrmacht durch die Nationalsozialisten zu bewahren. 1948 wurde wiederum ein Kirchenbauverein gegründet, nachdem der erste von 1896 gescheitert war. 
Die selbständige Pfarre entstand 1958, dem Stift Schlägl inkorporiert. Norbert Johann Pühringer war der erste Kaplan und langjähriger Pfarrer von Klaffer, der auch maßgeblich an der Errichtung des Heilkräutergarten Klaffer am Hochficht mitgewirkt hat.

### Geschichte der Pfarrkirche
Die heutige Kirche wurde von 1949 bis 1955 nach den Plänen des Architekten Hans Foschum erbaut. Die Weihe der Kirche durch Bischof Franz Zauner fand am 15. August 1955 statt. Der Pfarrhof, ebenfalls von Foschum geplant, wurde 1956 vollendet. 
1979/1980 wurde die Kirche restauriert.

## Architektur
Das Kirchenäußere zeigt eine historisierende Saalkirche unter einem Satteldach mit einem eingezogenen Chor mit einem Dreiachtelschluss unter einem Walmdach und einem mächtigen Ostturm mit Zwiebelhelm im nördlichen Chorwinkel. Die verputzten Fassaden zeigen freiliegende Ecksteine. Die Westfront hat eine Dreibogengruppe zur Vorhalle und ein Rundbogenfenster bzw. Rundfenster.
Das Kircheninnere zeigt glatte weiße Wandflächen mit scharf eingeschnittenen Öffnungen und eine Holzkassettendecke. Über der Eingangshalle befindet sich die Westempore. Unter dem leicht erhöhten Chor mit einer Querteilung durch korbbogige Pfeilerarkaden befindet sich eine Unterkirche.
Die Glasmalereien der Heiligen Norbert und Augustinus schuf die Wiener Künstlerin Lucia Jirgal 1954.

## Ausstattung
Die Figurengruppe Krönung Mariens aus Terrakotta im Altarraum und den Tabernakel mit adorierenden Engeln aus den 1950er Jahren und die Figur hl. Florian aus 1980 schuf der Linzer Bildhauer Hans Schmidinger. Das Kruzifix ist aus dem Ende des 19. Jahrhunderts. Die 14 Kreuzwegmosaike schuf Lucia Jirgal 1960. 
Die Orgel mit 16 Registern auf zwei Manualen und Pedal baute der Orgelbauer Gregor Hradetzky 1969. Sie wurde 2001 von Reinhold Humer restauriert und ungleichstufig gestimmt. Zwei Glocken nennen Johann Hollederer 1839.